# Wang Changyue
Wang Changyue (王常月)（?-1680) est un important maître de l'école taoïste Quanzhen Dao, septième patriarche de la branche Longmen (龍門). Quanzhen connut sous les Qing un regain de prestige officiel grâce à lui.

## Biographie
Originaire de Changzhi (長治) au Shanxi, Wang Changyue avait pour prénom Ping (平) et pour prénom social ou surnom Kunyang (昆陽). On ignore sa date de naissance, mais son enfance s'est déroulée pendant la période de troubles et de guerres de la fin des Ming, ce qui a pu contribuer à le pousser vers la religion. Ce n'est qu'à l'âge mûr qu'il intégra la branche Longmen de Quanzhen, devenant le disciple de Zhao Zhensong (趙真嵩) qui préconisait une vie religieuse faite de sérieux et de discipline. Sur ces bases, Wang Changyue partit pratiquer le Dao sur le mont Hua.
En 1665, il vint à Pékin et fut admis à partir de 1656 à prodiguer son enseignement au temple du nuage blanc qui redevint ainsi le siège de Quanzhen-Longmen, et y fit de nombreux adeptes. Il était très apprécié de l'empereur Shunzhi qui lui donna le titre de "Maître national" (guoshi 國師), distinction suprême pour les personnalités religieuses, et lui offrit trois fois l'"habit violet" (ziyi 紫衣), marque de la reconnaissance impériale. En 1663, il partit répandre son enseignement au sud du Fleuve Bleu où il établit trois temples, à Nankin, Hangzhou et sur le mont Wudang. De nombreux maîtres du Sud se rallièrent. Il redonna une certaine visibilité à l'école Quanzhen et à l'ensemble du taoisme dont l'influence auprès du pouvoir était en déclin, tout en asseyant la prééminence de la branche Longmen. Il mourut en 1680, après avoir désigné Tan Shoucheng (譚守成) comme successeur. L'empereur Kangxi lui décerna à titre posthume le titre de "Grand Maître qui embrasse la vacuité" (Baoyigaoshi 抱一高士).

## Pensée et écrits
Wang Changyue voulut revenir à la tradition de la pratique du Dao basée essentiellement sur l'ascétisme et l'alchimie interne, rejetant les visualisations et les aides externes. Mais son originalité principale est d'avoir redéfini l'objectif traditionnel de "longue vie et d'immortalité" du pratiquant taoïste d'une façon plus acceptable pour un public proche du confucianisme et du bouddhisme. Selon lui, les pratiques d'alchimie visant à écarter les maladies et prolonger l'existence terrestre sont à proscrire. La mort est inévitable, le Bouddha historique et Laozi eux-mêmes n'y ayant pas échappé ; celui qui prolonge indéfiniment sa vie corporelle devient un démon et non un immortel. Contrairement au fondateur Wang Chongyang ou aux maîtres de la dynastie Yuan qui considéraient le ming et ;le xing comme également importants, il estime qu'il ne faut pas se préoccuper du ming (命), laps de vie assigné à chaque individu, celui-ci étant de toute façon fini, mais du xing ou zhenxing (真性), nature authentique qui seule est immortelle.
Les cinq chapitres du Benzhuan (缽鑒) et le Chuzhenjielu (初真戒律) contenus dans l'Essentiel du canon taoïste (Daozangjiyao 道藏輯要) ainsi que le Biyuantanjing (碧苑壇經) de la Collection de livres anciens du pavillon caché (古書隱樓書) contiennent la somme de son enseignement.